# Roc Oliva
Roc Oliva Isern (nacido el 18 de julio de 1989 en Barcelona, Cataluña) es un jugador de hockey sobre hierba español. Es medallista de plata en los juegos olímpicos de Pekín 2008. Además tiene una plata en un europeo. Proviene de una familia de jugadores de hockey sobre hierba, su padre Jordi y su hermana Gigi también fueron internacionales por España. 

## Participaciones en Juegos Olímpicos
- Pekín 2008, medalla de plata.
- Londres 2012, sexto puesto.
- Río de Janeiro 2016, quinto puesto.
- Tokio 2020, octavo puesto.